# Święto Narodowe Szwajcarii
Święto Narodowe Szwajcarii (niem. Schweizer Bundesfeiertag, fr. Fête Nationale Suisse, wł. Festa Nazionale Svizzera) – święto obchodzone przez Szwajcarów 1 sierpnia na pamiątkę założenia Konfederacji Szwajcarskiej.

## Historia
Data 1 sierpnia jest związana z podpisaniem Aktu Konfederacji Szwajcarskiej. Po raz pierwszy obchody zorganizowano 1 sierpnia 1891 roku, a od 1899 roku było obchodzone w całej Szwajcarii. Do 1993 roku był to dzień roboczy lub świąteczny w zależności od kantonu. Dopiero od 1 lipca 1994 roku dzień 1 sierpnia jest dniem wolnym od pracy na mocy rozporządzenia Szwajcarskiej Rady Federalnej.

## Obchody
Podczas święta dekorowane są nie tylko ulice miast, ale także wielu Szwajcarów wywiesza na własnych domach flagi narodowe. Po południu organizowane są obchody połączone z odśpiewaniem hymnu. Wieczorem o 20:00 dzwonią wszystkie kościelne dzwony. Po zapadnięciu zmroku po ulicach wędrują dzieci z latarniami. W wielu miastach obchody kończą się fajerwerkami, a na szczytach gór i pagórkach są palone ogniska.